# Krokmyrtjärnen, Västerbotten
Krokmyrtjärnen är en sjö i Norsjö kommun i Västerbotten och ingår i Skellefteälvens huvudavrinningsområde.